# Scania Serie R
Lo Scania Serie R è un autocarro e trattore stradale prodotto da Scania a partire dal 2004 per sostituire lo Scania Serie 4. Esso appartiene alla categoria degli autocarri con masse totali da 18 a 44 t.

## Il contesto
La gamma Serie R, nel corso degli anni, è stata prodotta in due generazioni:

### Prima generazione (2004-2016)

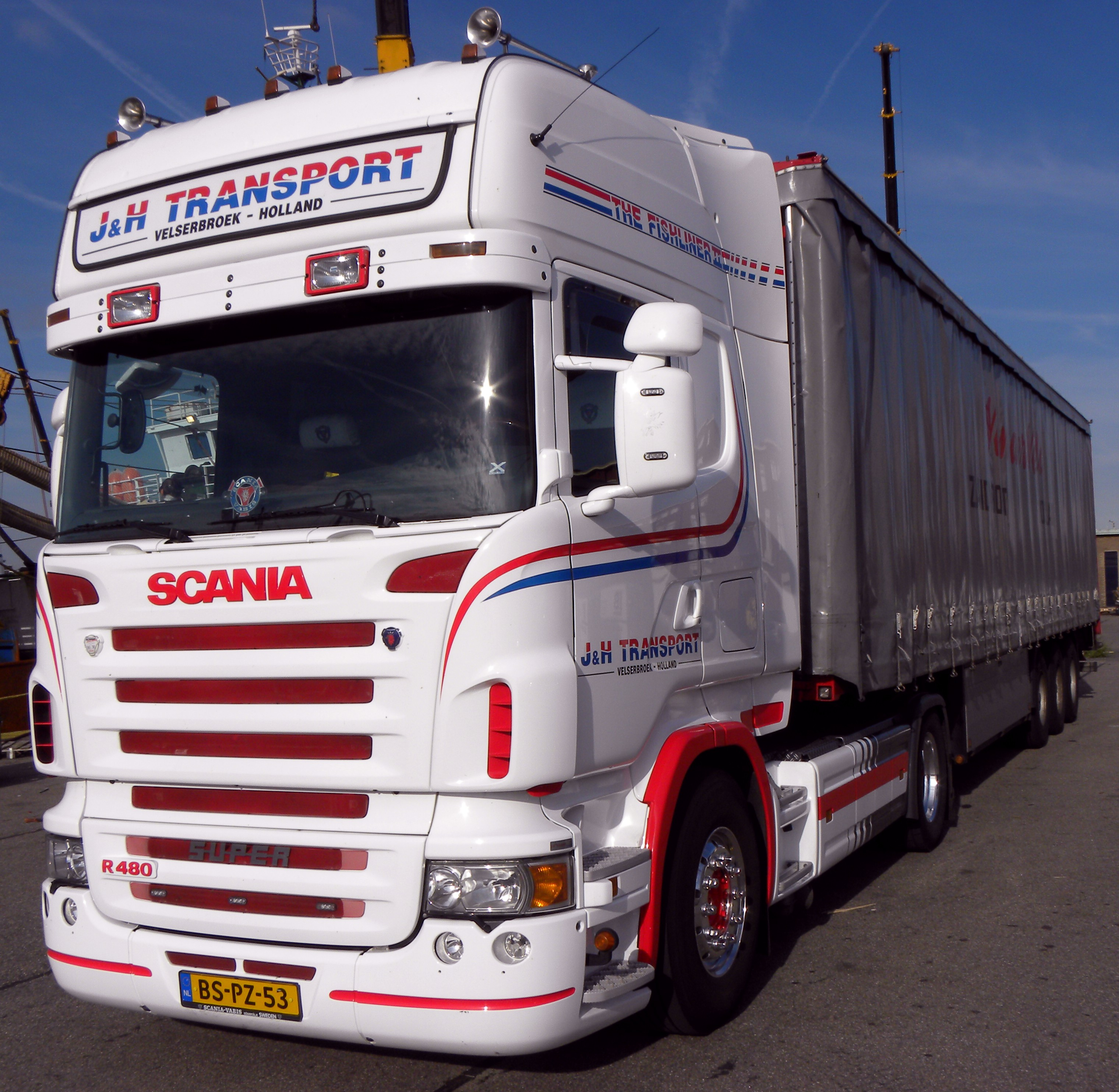
Scania Serie R (2004-2010)

L'introduzione di questo modello, ha comportato una riduzione del peso pari a 270 kg rispetto alla versione precedente; ciò fu possibile in quanto vennero aggiornate le sospensioni posteriori, il telaio, i supporti della cabina, il volante e l’impianto pneumatico. Inoltre, venne migliorata l'aerodinamica al fine di dimuire i consumi e furono implementti i sistemi elettronici d'ausilio al motore. La gamma dei motori Euro III venne rivisitata con la sostituzione del V8 da 480 CV con un motore da 500 CV oltre a ciò, venne aggiunta una nuova versione Euro IV del 12 litri da 420 CV. Nel 2004, lo Scania Serie R è stato votato International Truck of the Year 2005.

#### Restyling 2009

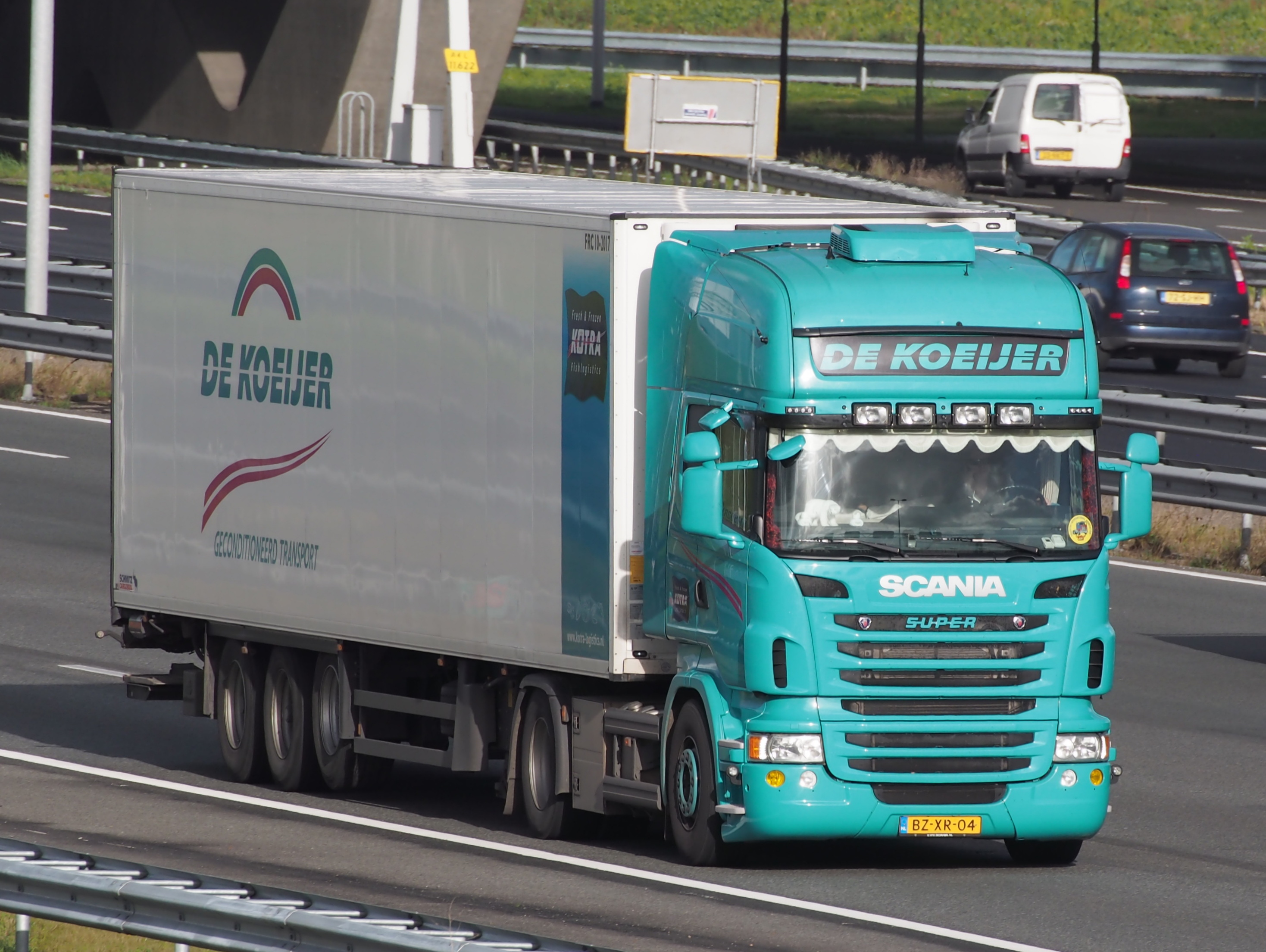
Scania Serie R (2010-2016)

Il modello ha subito un restyling a livello aerodinamico e all'interno della cabina con un nuovo cruscotto, vani porta oggetti e letto. In aggiunta, la calandra è stata rinnovata ed insieme all'aggiornamento dei motori è stato implementato un nuovo cambio automatico. Lo Scania Serie R è stato votato International Truck of the Year 2010.
A partire dal 2011 vengono introdotti i primi motori Euro VI.
Nel 2013 è stata presentata una gamma aggiornata dedicata ai trasporti a lungo raggio e denominata Streamline, caratterizzata da una maggiore efficienza aerodinamica e motori Euro VI di seconda generazione.

### Seconda generazione (2016-presente)

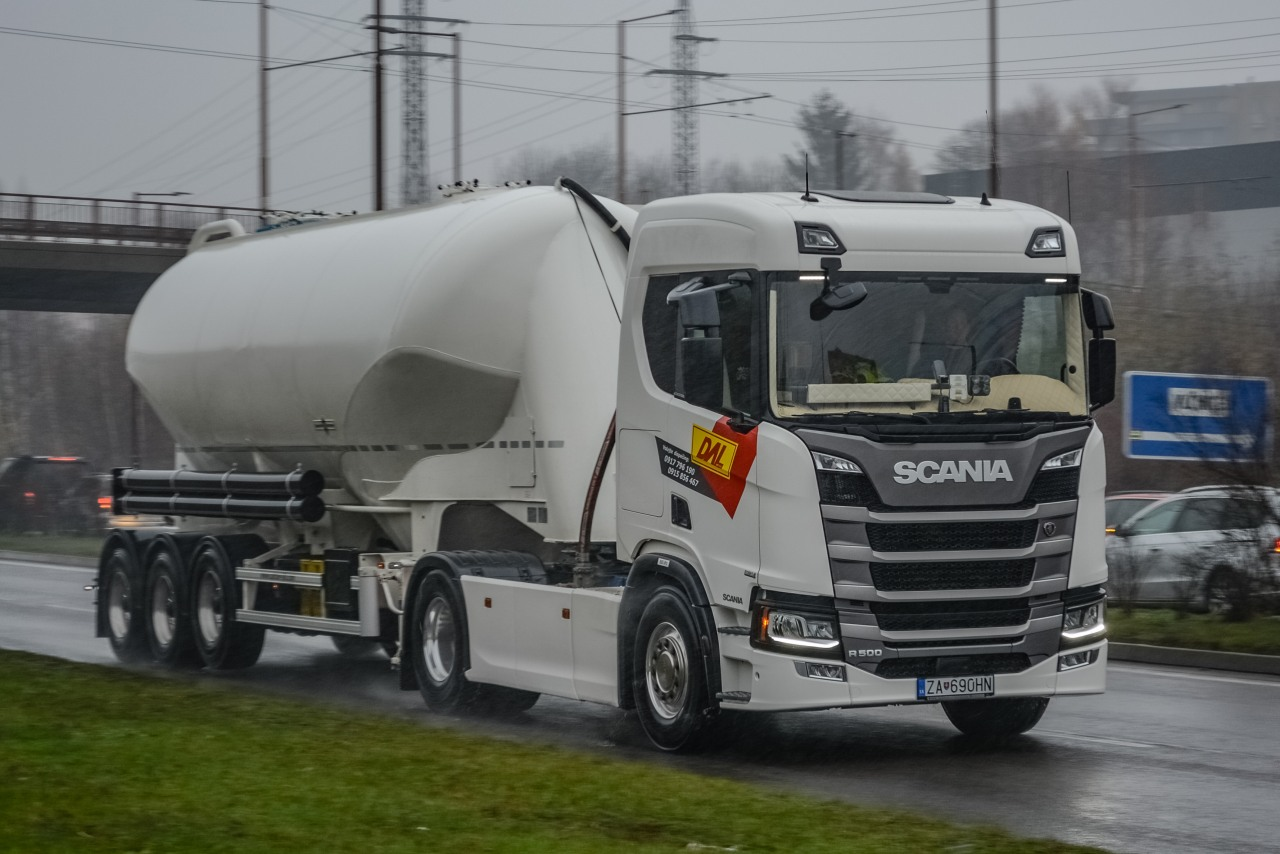
Scania Serie R (2016-presente)

La gamma della Serie R è stata completamente riprogettata in collaborazione con Porsche Engineering seguendo cinque principi: comfort del conducente, risparmio di carburante, ottimizzazione degli spazi interni, sicurezza e massima affidabilità. Per quanto riguarda il telaio, esso è stato rinforzato allo scopo di ottenere i migliori risultati nei crash test; oltre a ciò, sono stati implementati gli airbag, i sistemi di sicurezza attiva e l'uscita d'emergenza nel tettuccio apribile. I motori sono stati risviluppati con una nuova gestione della temperatura del motore, oltre a degli affinamenti apportati agli iniettori e alla camera di combustione.
Insieme alla nuova generazione di Scania Serie R, è stata introdotta la versione Serie S. Essa presenta la medesima cabina della Serie R, tuttavia, a seguito dell'introduzione del terzo gradino, il tunnel del motore è scomparso ed il pavimento è divenuto piatto.
La famiglia dello Scania Serie R ed S è stata votata Truck of the Year 2017.

## Motorizzazioni
La gamma Serie R presenta le seguenti motorizzazioni:
| Modello | Motore | Motore   | Cilindrata (l) | Potenza (kW) a (U/min) | Coppia (Nm) a (U/min) |
| ------- | ------ | -------- | -------------- | ---------------------- | --------------------- |
| Diesel  |        |          |                |                        |                       |
| R250    | R5     | DC09 111 | 9,3l           | 184 a 1.800            | 1.250 a 1.000–1.300   |
| R280    | R5     | DC09 113 | 9,3l           | 206 a 1.900            | 1.400 a 1.000–1.350   |
| R320    | R5     | DC09 108 | 9,3l           | 235 a 1.900            | 1.600 a 1.050–1.300   |
| R360    | R5     | DC09 112 | 9,3l           | 265 a 1.900            | 1.700 a 1.100–1.350   |
| R370    | R6     | DC13 116 | 12,7l          | 272 a 1.900            | 1.900 a 1.000–1.300   |
| R410    | R6     | DC13 115 | 12,7l          | 302 a 1.900            | 2.150 a 1.000–1.300   |
| R450    | R6     | DC13 124 | 12,7l          | 331 a 1.900            | 2.350 a 1.000–1.300   |
| R490    | R6     | DC13 125 | 12,7l          | 360 a 1.900            | 2.550 a 1.000–1.300   |
| R500    | V8     | –        | 15,6l          | 368 a 1.800            | 2.500 a 1.000–1.350   |
| R520    | V8     | DC16 101 | 16,4l          | 382 a 1.900            | 2.700 a 1.000–1.300   |
| R560    | V8     | –        | 15,6l          | 412 a 1.900            | 2.700 a 1.000–1.400   |
| R580    | V8     | DC16 102 | 16,4l          | 427 a 1.900            | 2.950 a 1.000–1.350   |
| R620    | V8     | –        | 15,6l          | 456 a 1.900            | 3.000 a 1.000–1.400   |
| R730    | V8     | DC16 103 | 16,4l          | 537 a 1.900            | 3.500 a 1.000–1.400   |
| R730    | V8     | –        | 16,4l          | 537 a 1.900            | 3.500 a 1.000–1.350   |
| Metano  |        |          |                |                        |                       |
| R280    | R5     | OC09 101 | 9,3l           | 206 a 1.900            | 1.350 a 1.000–1.400   |
| R350    | R5     | OC09 102 | 9,3l           | 250 a 1.900            | 1.600 a 1.000–1.400   |